# Preejakulat

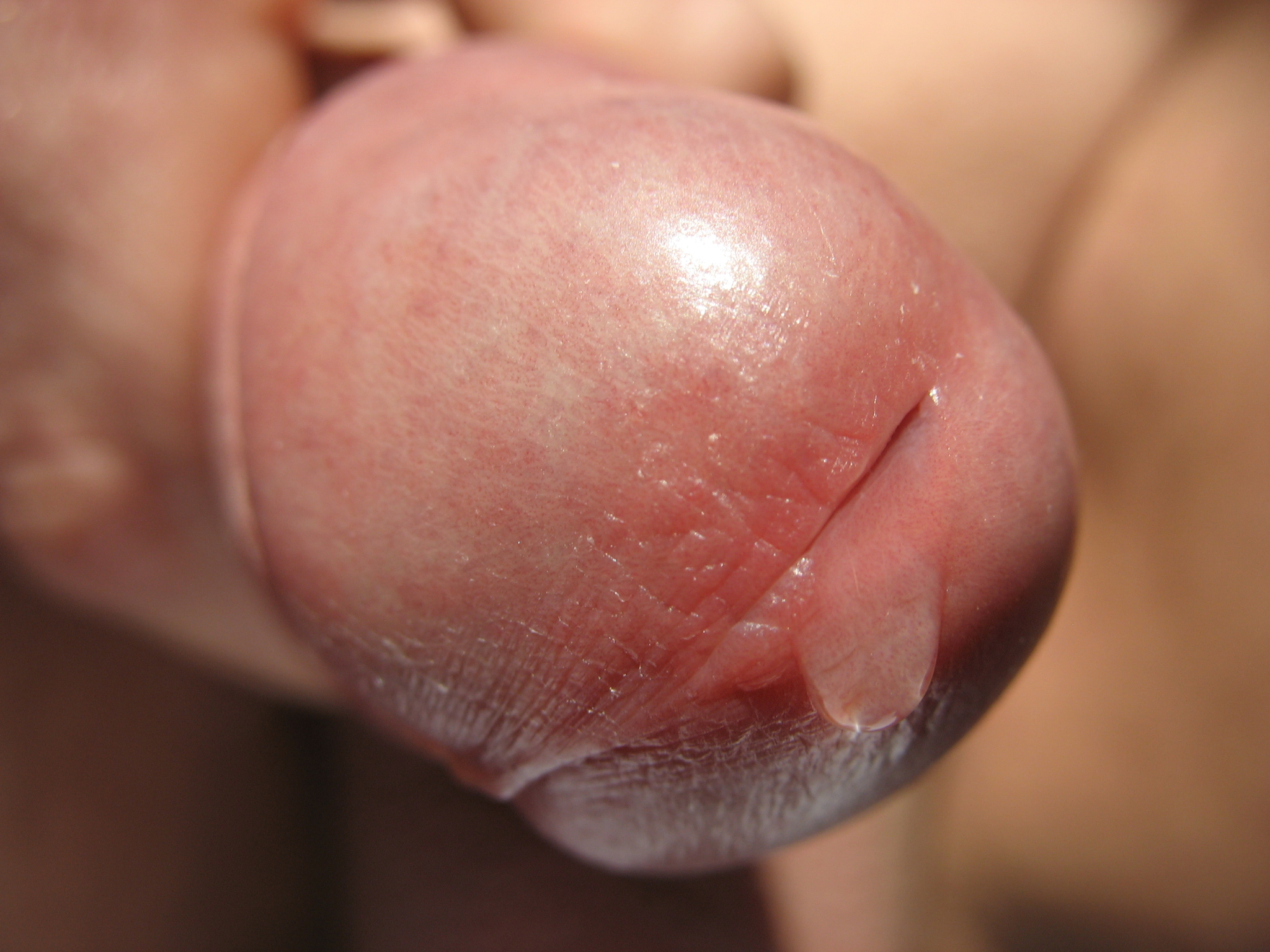
Preejakulat na żołędzi ludzkiego penisa

Preejakulat, płyn ejakulacyjny (niepopr. przedwytrysk; z łac. pre – przed + ejakulat) – wydzielina gruczołów opuszkowo-cewkowych oraz gruczołów cewkowych wydzielających śluz, wydobywająca się z penisa podczas pobudzenia seksualnego, pełniąca funkcję naturalnego lubrykantu. Ilość wydzielanego preejakulatu jest zmienna osobniczo; niektórzy mężczyźni w ogóle nie produkują preejakulatu, a inni nawet ponad 5 ml.
Opublikowane w 2011 roku wyniki badań klinicznych przeprowadzonych na małych grupach mężczyzn wskazują, że preejakulat może zawierać znaczne ilości żywych i ruchliwych plemników. Wcześniejsze badania nie stwierdzały obecności plemników w preejakulacie lub stwierdzały bardzo małe ich ilości, do tego o upośledzonej ruchliwości, a także plemniki martwe.
Wykazano również, że preejakulat może zawierać limfocyty CD4 i makrofagi, zatem może być w nim obecny wirus HIV.